# Lori Lieberman
Lori Lieberman est une chanteuse américaine, en contrat avec les disques Capitol au début des années 1970.

## Biographie
Née le 15 novembre 1951 en Californie, elle a grandi en Suisse.
Son poème Killing Me Softly with His Blues lui fut inspiré après avoir vu Don McLean en concert.
Plus tard, Norman Gimbel et Charles Fox s’inspireront largement du texte de Lori Lieberman pour composer Killing Me Softly with His Song et proposeront à la créatrice de l’inclure dans son premier album sorti en 1972.

## Discographie
- Lori Lieberman (Capitol Records, 1972)
- Becoming (Capitol, 1973) US #192[2]
- Piece of Time (Capitol, 1974)
- Straw Colored Girl
- Letting Go (Millennium, 1978)
- A Thousand Dreams (live) (Pope Music, 1995)
- Home of Whispers (Pope Music, 1996)
- Gone is the Girl (Pope Music, 1998)
- Monterey (Drive On, 2003)
- Gun Metal Sky (Drive On, 2009)
- Takes Courage (V2 Records, 2010)